# Bekau
El Bekau també anomenat Kaakser Au és l'afluent més llarg de l'Stör d'uns 26 km que neix a Christinenthal al districte de Steinburg a l'estat de Slesvig-Holstein (Alemanya) i que desemboca a l'Stör a Bekmünde. El seu nom és tautològic, Bek (riu) de l'Au (riu).
Passa els pobles de Looft, Drage, Kaaksburg, Eversdorf, Krummendiek, Bekdorf i Bekmünde. Fins a la construcció de l'estació de bombament a la desembocadura era sotmès a la marea fins a Kaaksburg. El curs inferior va ser rectificat. La desembocadura original es trobava mig kilòmetre més a l'est. Fins a la rectificació i la construcció de l'estació de bombament principal, el riu era navegable fins a Kaaksburg. El riu és gestionat pel Bekau Wasserverband que des d'alguns anys es preocupa principalment de la renaturalització del riu.

## Principals afluents
de la desembocadura cap a la font
- Igel
  - Mühlenbach
- Moorbek
- Mühlenbek o Ottenbütteler Mühlenbach
- Krammbek

- Mühlenau/Stegau
  - Pöschendorfer Graben
  - Lattenbek
- Rolloher Bek
- Schönbek
- Nonnenbach
- Lammsbek

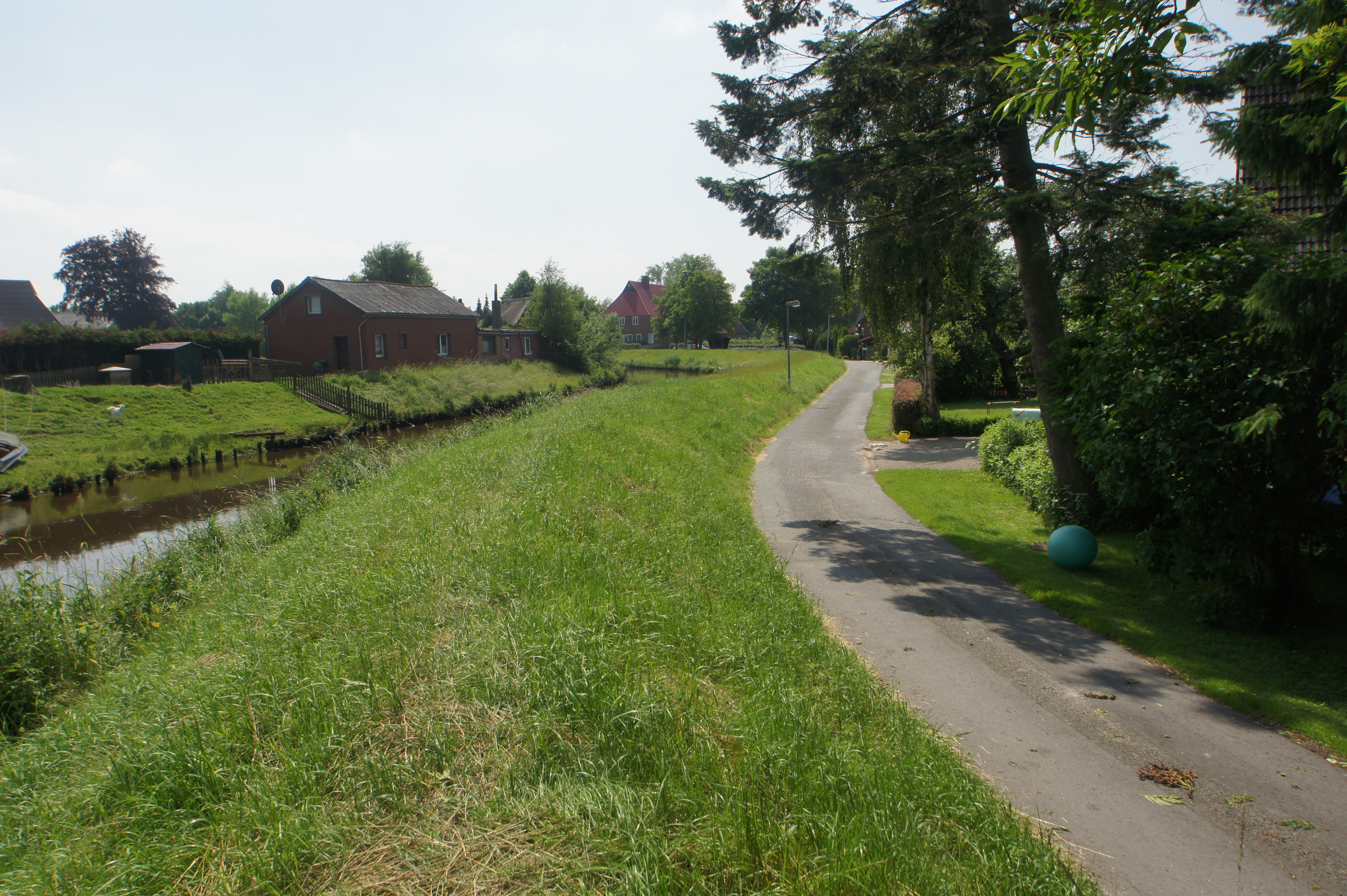
El Bekau a Beekdörp
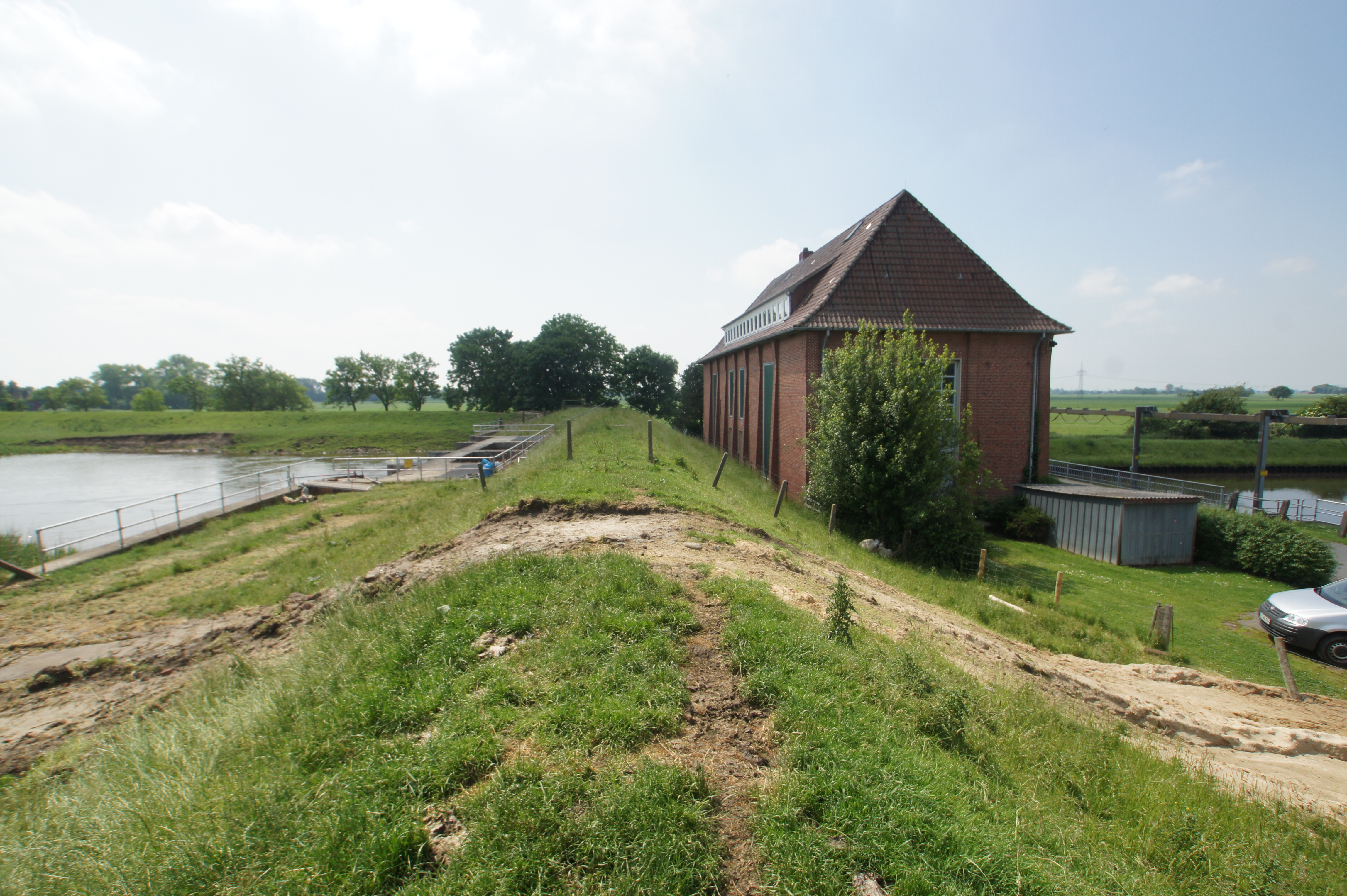
A la confluència de l'Stör (esquerra) i del Bekau (dreta), l'estació de bombament
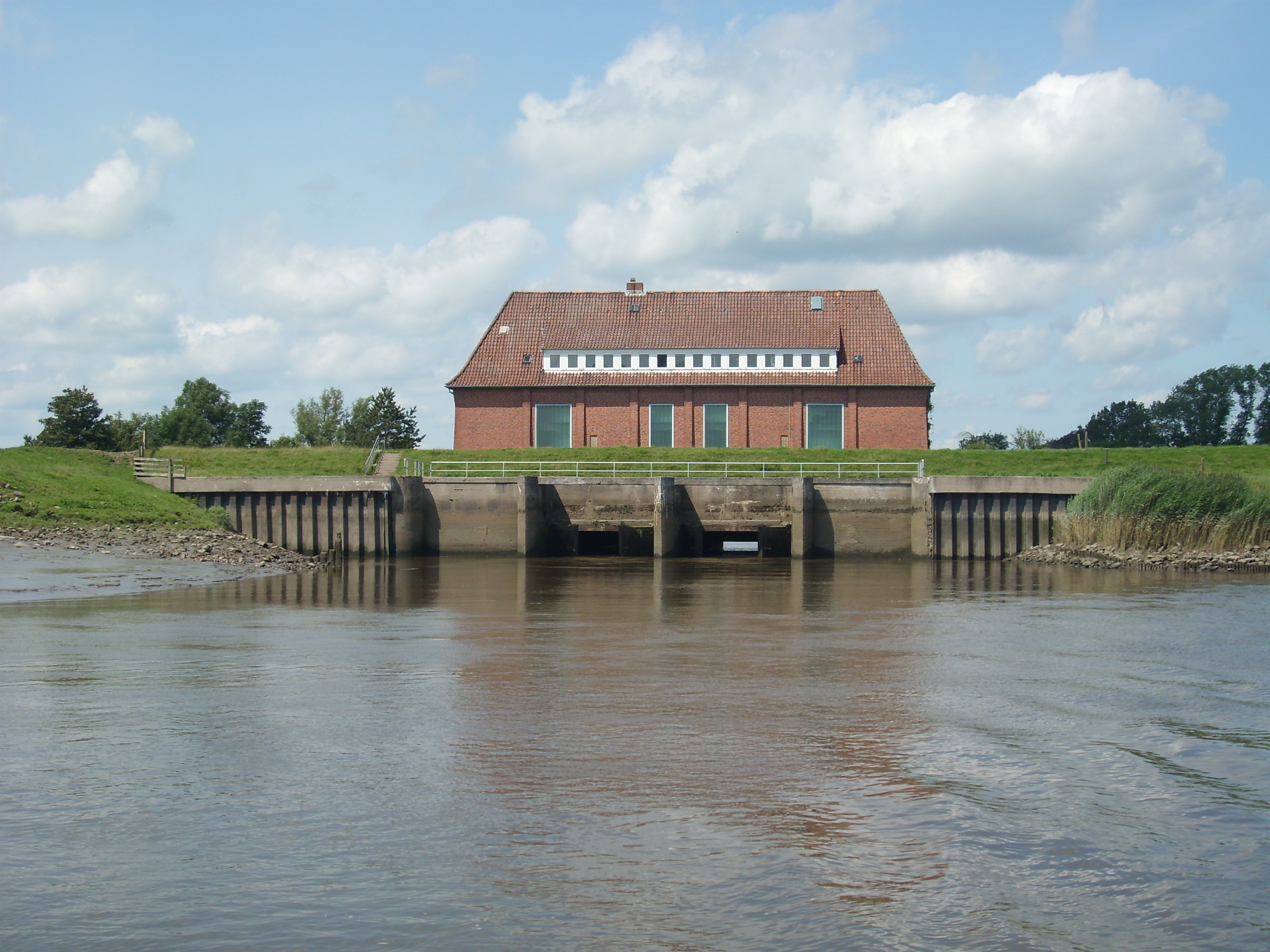
L'estació de bombament fora del dic